# レンフェ121系電車
レンフェ121系電車（レンフェ121けいでんしゃ）は、スペインの国有鉄道であるレンフェが所有する高速鉄道向け電車。軌間可変機構を用いる事で高速鉄道（AVE）の軌間（1,435 mm）と在来線の軌間（1,668 mm）双方を走行可能な車両である。

## 概要
レンフェが運営する高速列車のうち、中距離列車「アバント」向けに開発された車種。基本設計は、121系と同じくCAFが開発・製造した電車である120系電車を基にしており、編成（4両編成）や軌間可変機構に対応する「Brava」台車、複数の架線電圧に対応する交直流電車である事など、同一仕様となっている箇所も多い。一方、121系は機器の故障時に備えた冗長性の確保が行われているのが特徴で、編成内には8台の主電動機（三相誘導電動機）を含めた複数の動力ユニットや2基の変圧ユニット（主変換装置、補助変換装置）、4台の充電池を備えており、動力は電動機からカルダンシャフトを介して各台車のうち1つの車軸を駆動させる。集電装置（シングルアーム式パンタグラフ）は先頭車に設置されている。これらの機器はモジュール型監視システム「Cosmos」によって制御されており、列車通信や各機器の状態を管理・記録する。
車内レイアウトについても120系から変更されており、カフェテリアの代わりに飲食物が購入可能な自動販売機が設置されている他、自転車ラックも存在する。車内の座席配置は2 + 2人掛けを基本としたクロスシートで全席とも2等座席である。トイレは各車体に設置されているが、そのうち中間車の1両はバリアフリーに対応している。

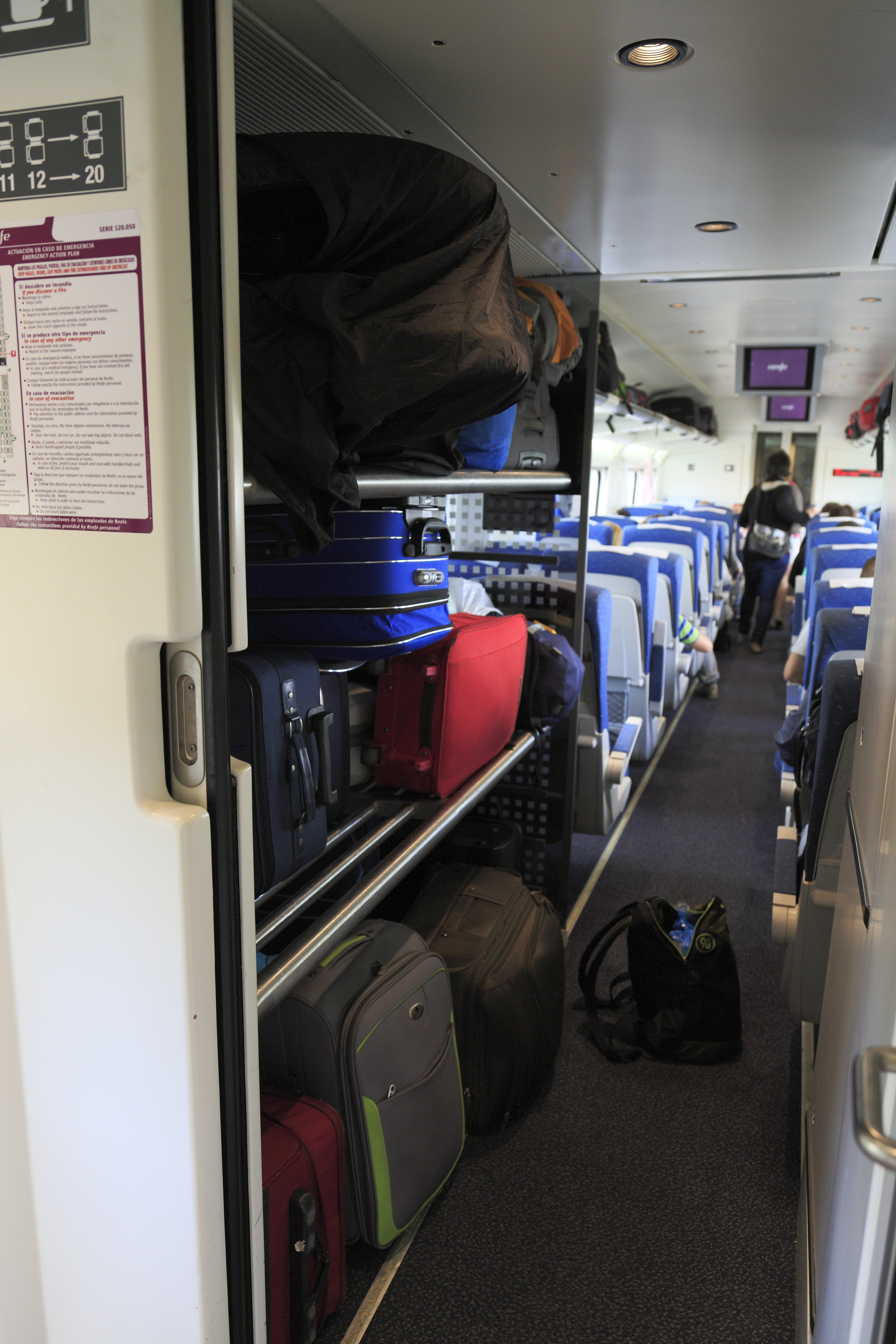
車内

2008年から製造が実施され、試運転を経て翌2009年1月から営業運転を開始した。2025年現在は29編成（4両編成29本）が在籍する。

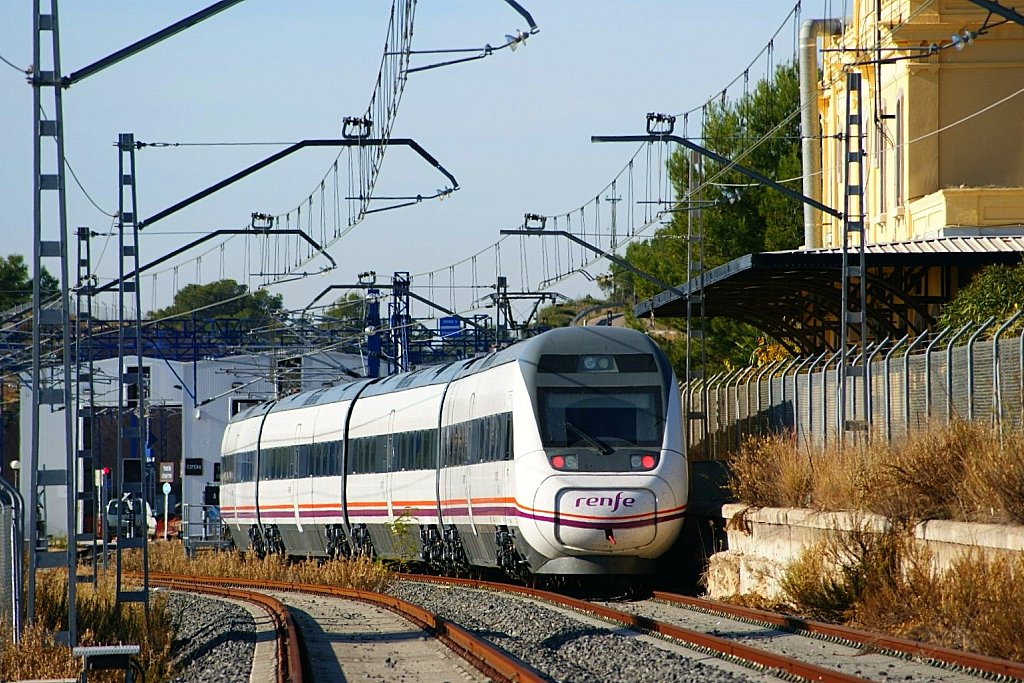
2009年撮影
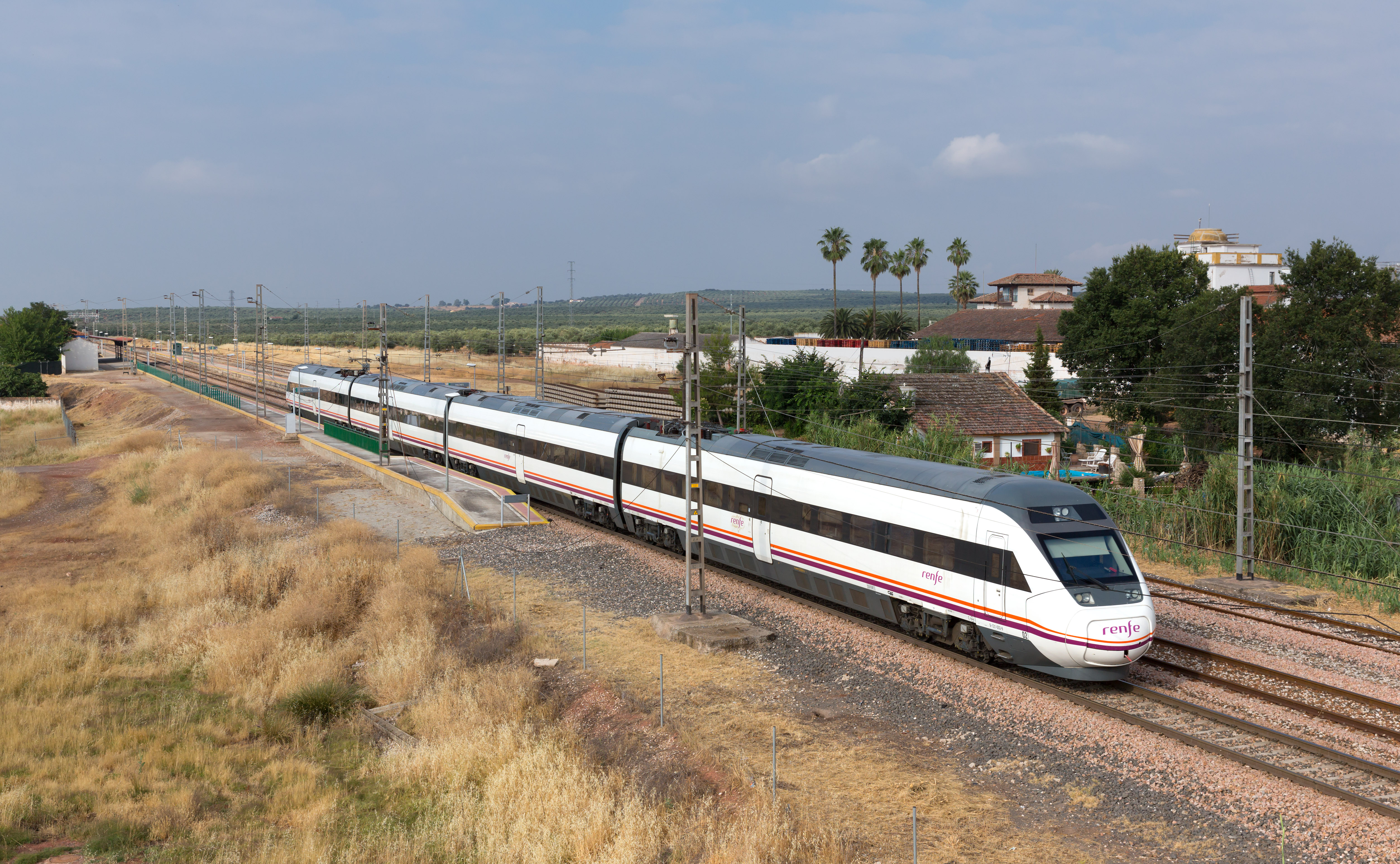
2014年撮影
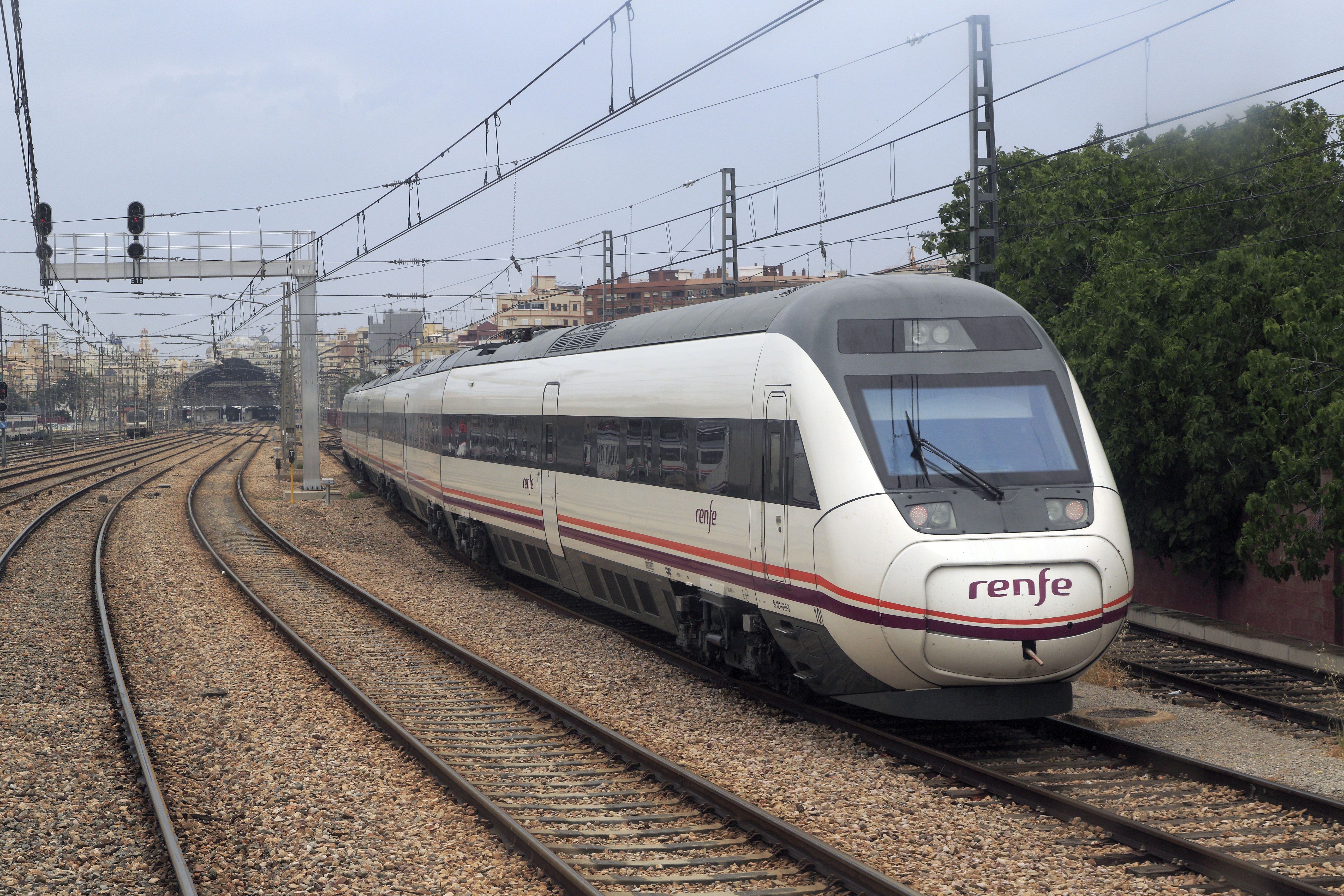
2015年撮影
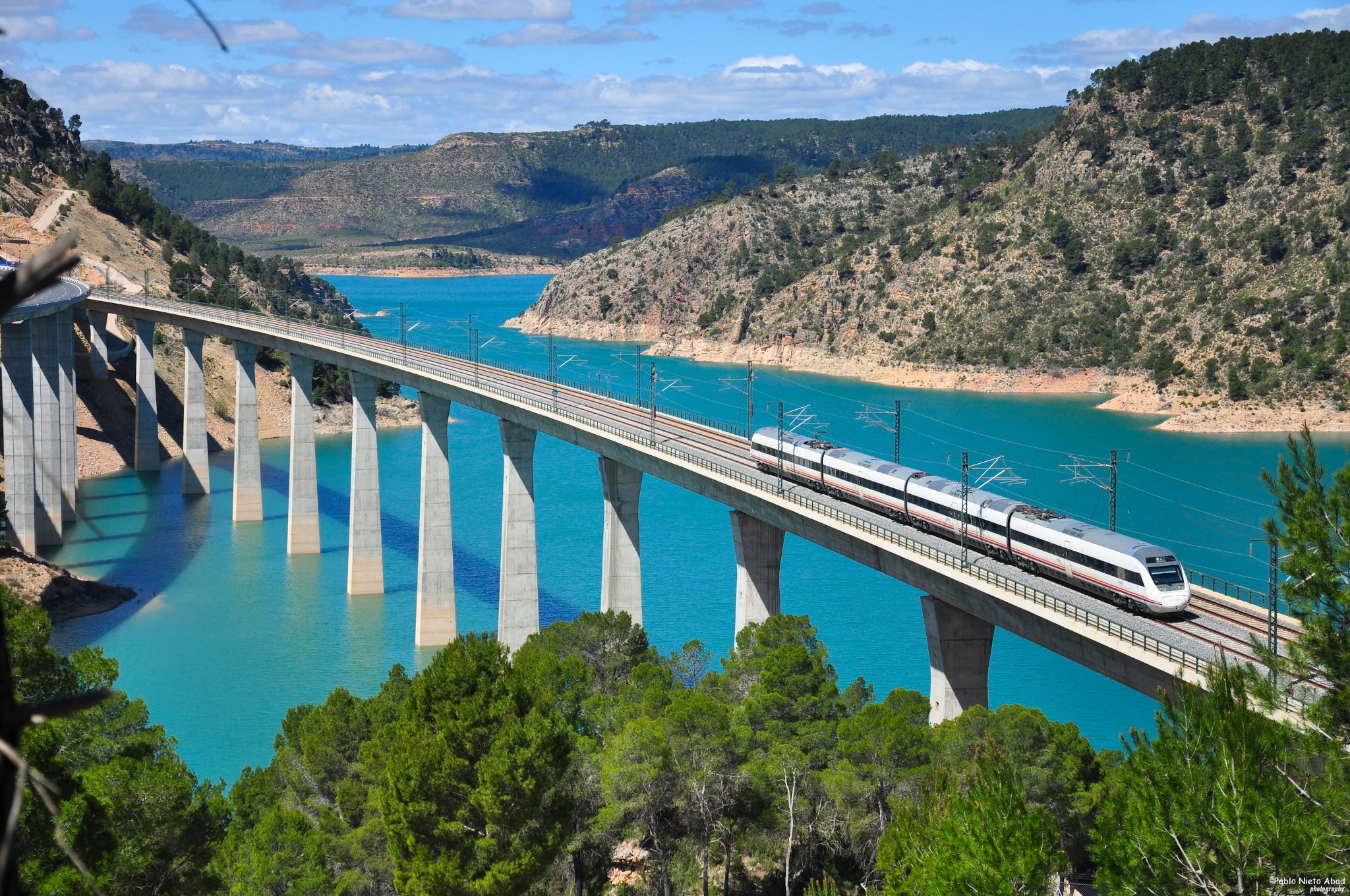
2022年撮影

## 参考資料
- Juan Carlos Casas (Mayo 2008). El primer tren de la serie 121 ya está en la vía. pp. 4-8.